# Hervé Arribart
Pour les articles homonymes, voir Arribart.
Hervé Arribart est un physicien et chimiste français, professeur à l'ESPCI ParisTech, directeur scientifique de Saint-Gobain, membre de l'Académie des technologies, et Fellow de la société Presans.

## Biographie
Diplômé de École polytechnique (promotion 1972), Hervé Arribart effectue sa thèse au laboratoire de physique de la matière condensée de l'École Polytechnique. De 1975 à 1979, il est chercheur en physique des solides à l'École Polytechnique. Il étudie le transport des ions et des électrons dans des solides grâce à la résonance magnétique nucléaire. En 1982, il rejoint le centre de recherche d'Elf-Aquitaine à Lacq où il développe des Ion Sensitive Field Effect Transistor pour mesurer le pH de solutions aqueuses. Elf décide de vendre cette technologie à DuPont, et Hervé Arribart est recruté en 1985 par Saint-Gobain pour travailler sur l'adhésion des polymères. Il est professeur chargé de cours à l'École polytechnique de 1986 à 1998. En 1990, il fonde le laboratoire de recherche "Surface du Verre et Interfaces", laboratoire mixte entre Saint-Gobain et le CNRS, qu'il dirige jusqu'en 1997. En 2000, il est nommé Directeur scientifique de Saint-Gobain Recherche, puis en 2002 directeur scientifique de la compagnie de Saint-Gobain. Il est nommé professeur de l'ESPCI ParisTech en 2009 où il enseigne les problématiques liées à l'énergie et au développement durable. 
Hervé Arribart est membre du conseil scientifique de China Materialia LLC.

## Travaux
Hervé Arribart s'intéresse aux nanomatériaux. Il a contribué au domaine des capteurs chimiques, a étudié les problèmes d'adhésion des polymères sur le verre et les céramiques et à fracture des matériaux fragiles. Il s'intéresse également aux matériaux biomimétiques, et problématiques liées à l'énergie. Il est membre du comité scientifique de l'énergie pour l'agence nationale de la recherche. 

## Distinctions
Hervé Arribart est membre de l'Académie des Technologies depuis 2003 et de la société française de physique. Il est lauréat du grand prix Aymé Poirson de l'Académie des sciences en 1995.